# أحمد حسين الغشمي
المقدم أحمد حسين الغشمي (21 أغسطس 1941 - 24 يونيو 1978) هو رئيس الجمهورية العربية اليمنية في الفترة من 1977 وحتى 1978. ولد في ضلاع همدان، إحدى ضواحي العاصمة صنعاء عام 1941، التحق بالقوات المسلحة بعد قيام ثورة 26 سبتمبر، وتولى مهام ومسئوليات قيادية عسكرية كرئيس لأركان حرب فوج، وقائداً للمحور الغربي ثم الشرقي، واللواء الأول مدرع.
أسهم بدور رئيسي في الحركة التصحيحية التي قادها إبراهيم الحمدي في 13 يونيو 1974 ضد الرئيس عبد الرحمن الإرياني، وتولى منصب رئيس الأركان ثم نائبا لرئيس مجلس القيادة (رئاسة الدولة).
عرف بقربه من السعودية - دعى ذات تصريح إلى الوحدة مع السعودية - وعارض محاولات الرئيس الحمدي للتقليل من التأثير السعودي في اليمن. خلف الغشمي إبراهيم الحمدي في رئاسة الجمهورية العربية اليمنية لأقل من سنة واحدة.

## اغتياله
اغتيل الغشمي في مكتبه في القيادة العامة للجيش في 24 يونيو 1978؛ إثر انفجار حقيبة ملغومة - حملها إليه من عدن مهدي أحمد صالح المشهور بتفاريش، مبعوث رئاسي من سلطات الحكم في عدن - في ظروف غامضة؛ وجّهت فيها أصابع الاتهام لأكثر من طرف في قيادة الحزب الاشتراكي في عدن، وإثر ذلك عقدت جامعة الدول العربية اجتماعًا طارئًا - على مستوى وزراء الخارجية العرب - هدف إلى اتخاذ موقف عربي ضد نظام الحكم في عدن؛ لضلوعه في عملية الاغتيال، وقد أعلنت خمس عشرة دولة عربية قطع علاقاتها الدبلوماسية مع حكومة عدن إثر ذلك الحادث. خرج الرئيس الجنوبي سالم ربيع علي (الملقب سالمين) متوعداً بالانتقام من قتلة الرئيس الغشمي لكنه لم يمكث طويلا ليلحق به بعد يومين وتحديداً في 26 يونيو 1978 إثر نجاح عملية الانقلاب ضده، حيث في اليوم التالي من حادثة اغتيال الغشمي دعت اللجنة المركزية للحزب الاشتراكي اليمني لاجتماع استثنائي لغرض تحميل الرئيس سالمين قضية اغتيال الغشمي كمخرج من المأزق الذي كان يحيط بالدولة في الجنوب، واتخذت اللجنة المركزية قراراً بتنحية سالمين وإحالته إلى المحاكمة وكلفت المكتب السياسي للحزب بالتنفيذ. وقد شكلت اللجنة المركزية محاكمة مستعجلة للرئيس سالمين في يوم استسلامه مع عدد من الضباط الذين صمدوا معه و أصدرت المحكمة حكما ضدهم بالإعدام ليتم التنفيذ بعد بيومين في 26 يونيو 1978.

## ما بعد الاغتيال
شُكّل مجلسٌ رئاسي مؤقت برئاسة عبد الكريم عبد الله العرشي رئيس مجلس الشعب التأسيسي، وعضوية كلٍّ من: علي الشيبة وعبد العزيز عبد الغني وعلي عبد الله صالح، وفي يوم 12 شعبان 1398هـ الموافق 17 يوليو 1978م انتخب مجلس الشعب التأسيسي بأغلبية الأصوات علي عبد الله صالح رئيسًا للجمهورية، وقائدًا عامًا للقوات المسلحة، وتعيين القاضي عبد الكريم عبد الله العرشي نائبًا لرئيس الجمهورية 
| المناصب السياسية    | المناصب السياسية                            | المناصب السياسية       |
| ------------------- | ------------------------------------------- | ---------------------- |
| سبقه إبراهيم الحمدي | رئيس الجمهورية العربية اليمنية 1977 - 1978م | تبعه عبد الكريم العرشي |